# Wang Žen-čung
Wang Žen-čung (čínsky pchin-jinem Wáng Rènzhòng, znaky 王任重; 15. ledna 1917 — 16. března 1992) byl čínský komunistický politik, od roku 1933 člen Komunistické strany Číny, účastník Dlouhého pochodu. Jako dlouholetý první tajemník chupejského provinčního výboru KS Číny (1954–1967) patřil k oddaným podporovatelům politik a kampaní Mao Ce-tunga. Během kulturní revoluce byl odvolán z funkcí a uvězněn. Do politiky se vrátil roku 1978, načež zaujímal funkce místopředsedy vlády pro zemědělství (1978–1980), vedoucího oddělení propagandy ÚV KS Číny (1980–1982), místopředsedy stálého výboru Všečínského shromáždění lidových zástupců (1983–1988) a prvního místopředsedy celostátního výboru Čínského lidového politického poradního shromáždění (1988–1992).

## Život
Wang Žen-čung se narodil roku 1917 v okrese Ťing v provincii Che-pej v rolnické rodině. Roku 1933 vstoupil do Komunistické strany Číny, odešel do centrální sovětské oblasti v Ťiang-si. Účastnil se Dlouhého pochodu v letech 1934–1935. Roku 1937 sloužil jako politický komisař divize (které velel Li Sien-nien). Od roku 1938 působil jako zástupce vedoucího oddělení propagandy výboru KS Číny pro pohraniční oblast Che-pej-Šan-tung-Che-nan, pak jako vedoucí oddělení propagandy výboru KS Číny pro jižní Che-pej. Po roce 1945 vedl administrativní úřad jižního Che-peje.
Od roku 1949 vykonával funkci místopředsedy lidové vlády provincie Chu-pej (do 1952). V letech 1952–1955 zastupoval starostu Wu-chanu a také prvního tajemníka wuchanského městského výboru KS Číny (1952–1954), v letech 1953–1954 byl členem středojižního administrativního výboru. Roku 1954 byl krátce prvním tajemníkem wuchanského městského výboru KS Číny. V září 1954 převzal úřad prvního tajemníka chupejského provinčního výboru KS Číny (do 1967), současně byl prvním politickým komisařem Wuchanského vojenského okruhu (1955–1967). Patřil mezi nejaktivnější podporovatele politiky Velkého skoku, se šanghajským Kche Čching-š’im byl z provinčních tajemníků nejspolehlivějším podporovatelem Mao Ce-tunga a jeho politik a kampaní. V květnu 1958 byl zvolen kandidátem ústředního výboru KS Číny. Po obnovení středojižního byra ÚV KS Číny (existovalo už v letech 1949–1954) roku 1960 se stal jeho druhým tajemníkem, s přeložením prvního tajemníka Tchao Čua do Pekingu postoupil v srpnu 1966 na jeho místo.
Podporoval kulturní revoluci, od května 1966 byl jedním z místopředsedů skupiny pro kulturní revoluci, ale zastával umírněné postoje, a s dalším místopředsedou skupiny, Liou Č'-ťienem, o dění ve skupině informoval umírněné členy politbyra Čchen Iho, Nie Žung-čena, Jie Ťien-jinga a Li Sien-niena. To mu od radikálů vyneslo v prosinci 1966/lednu 1967 ostré útoky na jeho osobu, nařčení, že je buržoazní reakcionář a odstranění z funkcí. V druhé polovině roku 1967 byl zatčen a na osm let uvězněn.
Roku 1978 se stal druhým tajemníkem šensijského provinčního výboru KS Číny a prvním místopředsedou šensijského revolučního výboru. V prosinci téhož roku byl kooptován za člena ústředního výboru KS Číny (pak zvolen na sjezdech roku 1982 a 1987) a současně jmenován místopředsedou státní rady (vlády, do září 1980). V únoru 1979 byl jmenován ministrem-předsedou státního výboru pro zemědělství (do srpna 1980). V únoru 1980 byl vybrán mezi tajemníky obnoveného sekretariátu ÚV (do XII. sjezdu strany v září 1982). Od března 1980 do dubna 1982 vykonával funkci vedoucího oddělení propagandy ÚV KS Číny.
Roku 1983 byl zvolen místopředsedou stálého výboru Všečínského shromáždění lidových zástupců (do 1988). Roku 1988 přešel do funkce prvního místopředsedy celostátního výboru Čínského lidového politického poradního shromáždění.
Zemřel v Pekingu 16. března 1992.